# Federace jihoarabských emirátů
Federace jihoarabských emirátů (arabsky: اتحاد إمارات الجنوب العربي) nebo také Federace jihoarabských knížectví byl britský protektorát v letech 1959 až 1962. V roce 1962 z něj byla utvořena Jihoarabská federace, ke které se o rok později připojila Adenská kolonie. Toto bývalé území je v současnosti součástí Jemenské republiky.

## Dějiny
V roce 1832 získali Britové území v jižní části a zejména strategický přístav Aden a na velké části jižního Jemenu ustanovili v roce 1886 Adenský protektorát. Britové jihojemenské resp. jihoarabské državy spravovali jako součást Bombajské prezidence Britské Indie až do roku 1937, poté v letech 1937–1957 jako samostatně spravovanou korunní Adenskou kolonii v okolí města Aden a zbytek území jakožto Adenský protektorát existující už od roku 1886, který byl rozdělen na dva celky Západoadenský a Východoadenský protektorát zahrnující většinu území regionu Hadramaut.

### Vznik federace
Ze Západoadenského protektorátu se postupně v letech 1959–1962 utvořila právě Federace jihoarabských emirátů resp. knížectví, která zahrnovala sultanáty, emiráty i šejcháty. Zakládajícími členy byly 11. února 1959 sultanáty Audhali, Fadhli a Dolní Jafa, emiráty Beihan a Dhala a šejchát Horní Aulaqi. V dalších třech letech se postupně připojily další státy Alawi, Aqrabi, Dathina, Haušabi, Lahej, Dolní Aulaqi, Maflahi, Šaib, Wahidi Balhaf a jako poslední sultanát Horní Aulaqi.
V roce 1962 státní útvar změnil název na Jihoarabskou federaci, ke které se v roce 1963 připojila Adenská kolonie přeměněná na Adenský stát.
Naopak většina území bývalého Východoadenského protektorátu utvořila tzv. Jihoarabský protektorát.